# The Mind Is a Terrible Thing to Taste
The Mind Is a Terrible Thing to Taste — четвертий студійний альбом індастріал-метал-гурту Ministry, випущений в 1989 році на Sire Records/Warner Bros..

## Про альбом
Музика Ministry прийняла більш агресивний напрям. В текстах пісень розглядаються такі питання, як політична корупція («Thieves»), культурне насильство («So What»), екологічна загибель та ядерна війна («Breathe»), наркоманія («Burning Inside») та божевілля («Cannibal Song»).
Альбом досяг максимального рівня продажів в США і йому було присвоєно статус золотого від RIAA за тираж понад 500 000 примірників у грудні 1995 року.

## Список композицій
| #  | Назва              | Автор(и)                                                | Тривалість |
| -- | ------------------ | ------------------------------------------------------- | ---------- |
| 1. | «Thieves»          | Ел Йоргенсен, Пол Баркер, Кріс Коннеллі, Кевін Коннеллі | 5:02       |
| 2. | «Burning Inside»   | Йоргенсен, Баркер, Вільям Ріфлін, Коннеллі              | 5:20       |
| 3. | «Never Believe»    | Йоргенсен, Баркер, Коннеллі                             | 4:59       |
| 4. | «Cannibal Song»    | Йоргенсен, Баркер, Коннеллі                             | 6:10       |
| 5. | «Breathe»          | Йоргенсен, Баркер, Ріфлін, Коннеллі, Коннеллі           | 5:40       |
| 6. | «So What»          | Йоргенсен, Баркер, Ріфлін, Коннеллі                     | 8:14       |
| 7. | «Test»             | Йоргенсен, Баркер, Ріфлін, K. Лайт                      | 6:04       |
| 8. | «Faith Collapsing» | Йоргенсен, Баркер, Коннеллі                             | 4:01       |
| 9. | «Dream Song»       | Йоргенсен, Баркер                                       | 4:48       |

## Учасники запису
Ministry
- Ел Йоргенсен — вокал (1-3, 5, 6), гітара, програмування, продюсер
- Пол Баркер — бас-гітара, програмування, продюсер

Додаткові музиканти
- Вільям Ріфлін — барабани, програмування, бек-вокал (8)
- Марс Вільямс — саксофон (4)
- Кріс Коннеллі — вокал (3, 4), бек-вокал (5, 6)
- К. Лайт — вокал (7)
- Джо Келлі — бек-вокал (1)
- Кайл Маккео — бек-вокал (6)
- Джефф Вард — бек-вокал (5)
- Дейв Огілві — бек-вокал (5, 8), звукорежисер
- Томмі Бойскі — вокал (7)
- Боббі ДіБартолло — бек-вокал (8)
- Анджела Лукацен — вокал (9)
- Кіт Ауербах — звукорежисер
- Джефф Ньюелл — звукорежисер
- «Dog» — дизайн обкладинки
- «Ill» — дизайн обкладинки
- Мора — дизайн обкладинки
- Том Янг — фотографія обкладинки
- Том Бейкер — мастеринг

## Позиції в чартах
| Рік  | Чарт          | Найвища позиція |
| ---- | ------------- | --------------- |
| 1989 | Billboard 200 | 163             |

| Пісня            | Чарт (1990)            | Найвища позиція |
| ---------------- | ---------------------- | --------------- |
| «Burning Inside» | Hot Modern Rock Tracks | 23              |